# Trangolonco
Trangolonco (Tanjalongo, Tanialongo, Tangalonco, Tongolongo o Tangolongo) (circa 1500-?) fue un toqui originario del valle de Aconcagua, que se rebeló contra los incas, colaborando en la expulsión del Imperio Inca y que opuso una tenaz resistencia a la conquista de sus territorios por los españoles. Trangolonco era hermano de Michimalonco, con dominios en el Valle del Aconcagua.

## Antecedentes
En los tiempos de la llegada de los españoles, entre los ríos La Ligua y Maipo convivían incas y picunches, la rama más septentrional de los mapuches. Estos últimos estaban sometidos a los Incas. Pero su aparente apaciguamiento no era tal y mantenían una fuerza militar capaz de actuar. Trangolonco nació en torno al año 1500, probablemente en el valle del Aconcagua. Según las crónicas, recibió educación en la ciudad del Cuzco, capital del Imperio incaico. Fue investido como curaca junto con su hermano Michimalonco. Ambos señoreaban buena parte del valle del Aconcagua como jefes locales
Los picunches eran dirigidos por Trangolonco, Atepudo, Naglonco, Painelonco y Michimalonco, y se subordinaban a Quilicanta, el gobernador inca de esas tierras, con residencia en Quillota, cerca de las explotaciones de oro de Marga-Marga. 
- Michimalonco tenía dominios sobre el valle ubicado en el curso medio a alto del río Aconcagua, mientras que Trangolonco los tenía sobre el curso medio a bajo.
- Atepudo tenía dominio sobre los territorios del Valle de La Ligua.
- Naglonco y Painelonco compartían dominios en el Valle del Maipo del Mapocho.

## Derrocamiento del poder Inca e independencia
En 1533 acogió junto a su hermano al primer español en llegar a la zona central del actual territorio chileno, Gonzalo Calvo de Barrientos, que había abandonado el virreinato del Perú afrentado por Francisco Pizarro, quien lo hizo azotar y desorejar como castigo por hurto. Tras recibir de este la confirmación de la caída del imperio, Michimalonco, apoyado por Trangolonco, se enfrenta contra el gobernador inca y contra los loncos que continuaban al servicio del imperio incaico, con el objetivo de independizar a su tierra del dominio inca. Designó a Barrientos como general de su ejército y éste les enseñó las tácticas de guerra españolas. Los hermanos logran vencer a Naglonco y Painelonco, que seguían leales al gobernador inca, apoderándose así de todo el valle del Maipo. Más tarde, tras el arribo y la partida del español Diego de Almagro, Michimalonco y Trangolonco, en una decisiva batalla, se enfrentan y expulsan a Quilicanta, quien escapa, hecho que devuelve a los Picunches su independencia con Michimalonco como su gobernante y Trangolonco como el segundo al mando.

## Invasión Española
Cuando en 1540 Pedro de Valdivia llegó a los territorios mapuches, Trangolonco unió fuerzas junto a su hermano Michimalonco, marcharon rumbo al valle del Mapocho para expulsar a los españoles, dando lugar a la Batalla del río Mapocho. En medio de la derrota Trangolonco sigue a su hermano en su retirada táctica y deciden reorganizar sus tropas más al norte en el cerro Chillox, donde pensaban reunir un mucho mayor número de guerreros para abalanzarse sobre Santiago. Pero su plan fue descubierto por los españoles, quienes se prepararon para hacer un ataque sorpresa al campamento mapuche en el valle del Aconcagua. Así en enero de 1541 tuvo lugar la Batalla de Aconcagua que frustró los planes de Trangolonco y su hermano, permitiendo que los españoles obtuvieran un tiempo de paz que les permitiera establecerse en la región. Tiempo que aprovechó Pedro de Valdivia para fundar la ciudad de Santiago. 
La posterior batalla de Paidahuén, donde Valdivia junto a sus hombres se dirigen a los terrenos de Michimalonco para asaltar su fuerte, termina con la victoria de los españoles, la conquista de la fortaleza de Paidahuén y la captura de Michimalonco, que a cambio de su libertad dio a los españoles los lavaderos de oro de Marga Marga. Estos hechos hicieron que Trangolonco fuese precavido y fingiera sumisión a los españoles, esperando el momento indicado para reanudar la lucha contra los europeos.

## Alzamiento de Trangolonco
En agosto de 1541 Trangolonco en Quillota esperaba la oportunidad precisa para rebelarse y expulsar a los españoles de sus dominios. Cuando Pedro de Valdivia al informarse de la conspiración de Pedro Sánchez de la Hoz, se fue rumbo a Santiago a acabar contra la conspiración, Trangolonco junto a Chigaimango aprovecharon para atacar los asentamientos españoles en Marga Marga matando a cuanto español, negro o indio peruano se encontraba. Luego Trangolonco se dirigió a Concón donde también ganó la batalla, conocida como el Desastre de Concón, provocando la muerte de casi todos sus rivales, solo Gonzalo de los Ríos y Juan Valiente, fueron los únicos que lograron escapar, a caballo, del ataque. Luego de la acción bélica Trangolonco destruyó las construcciones españolas y un Bergantín que se construía en el astillero de Concón.
Con infatigable tenacidad, Trangolonco visitó a todos sus aliados en los valles de Aconcagua y Maipo, logrando reunir un total de 10 000 guerreros. Luego se dirigió a los Picunches de Cachapoal y los informó sobre los acontecimientos, pronunciándoles vibrantes discursos, por medio de los cuales los exhortaba a continuar la obra de liberación iniciada con la expulsión de las tropas incas del país. Encontró un amplio eco. En ese valle se organizó otro ejército, que llegó a contar 16 000 guerreros. Se convino cercar Santiago y tomar la ciudad por asalto en la primavera venidera, asociándose a Michimalonco y otros lonkos.
Valdivia, iracundo por la noticia de la rebelión, comete el error de apresar y maltratar a todos los lonkos e incas que pudo, para luego mantenerlos recluidos en calidad de rehenes en su casa de Santiago (donde está situado el Correo Central). Descollaba entre ellos el exgobernador inca Quilicanta. El resultado fue que estos caciques, que habían sostenido una prolongada guerra con Michimalonco, se reconciliaron con él, le ofrecieron su cooperación y lo reconocieron como Toqui. De este modo, los españoles quedaron completamente aislados, y solo pudieron contar con la ayuda de los indios de Limache (del mapudungun "Lli machi" :Peñón del Brujo), que habían traído del Perú. El odio de los mapuches se dirigió, en primer término, en contra de estos, que no podían dejarse ver en ninguna parte, pues eran agredidos y ultimados de inmediato. De este modo se privó a los españoles de sus fuerzas de trabajo, o al menos, ellas solo podían operar cuando estaban debidamente protegidas.
Sabedor que miles o quizás decenas de miles de mapuches se aprestaban a atacar apenas se iniciara la primavera chilena, decide atacar a Michimalonco en su valle, por lo cual se dirigió a Aconcagua, llevando consigo a treinta jinetes, treinta arcabuceros y tropas auxiliares. Al pasar frente a Colina observaron dos espías sobre una loma. En el Valle de Aconcagua esperaba a Valdivia Trangolonco, con la misión de distraerlo con escaramuzas para que no volviera a Santiago a colaborar con la defensa de la ciudad.
Antes del alba del 11 de septiembre de 1541, jinetes españoles advirtieron la presencia de los mapuches y salieron de la ciudad para enfrentarse a los indígenas, cuyo número en un principio se estimaba en 8000 hombres y, posteriormente, en 20 000. A pesar de contar los españoles con caballería y mejores armas, los indígenas eran una fuerza superior, y al anochecer lograron que el ejército rival se batiese en retirada cruzando el río hacia el este, refugiándose de nuevo en la plaza. Entre tanto, otros indígenas, lanzando flechas incendiarias, lograron prender fuego a buena parte de la ciudad, dando muerte a cuatro españoles y a varios animales lo que sería el principio de la Destrucción de Santiago. Tan desesperada parecía la situación que el sacerdote local, Rodrigo González Marmolejo, afirmó que la batalla era como el Día del Juicio Final y que tan solo un milagro podía salvarlos. Inés Suárez decapitó a todos los lonkos y al exgobernador tomados como rehenes, y que retenía en su casa, por su propia mano, arrojando luego sus cabezas entre los atacantes. Estos, viendo el salvajismo de la española, abandonaron la contienda. Gerónimo de Bibar fue testigo de dicho acto salvaje.
Para forzar la retirada de los españoles sobrevivientes hacia Perú, Michimalonco ideó la estrategia "guerra vacía" que consistía en no proveer de alimentos ni materiales a los españoles, destruir sus cosechas y mantener cada cierto tiempo pequeños ataques que destruyeran cualquier nuevo asentamiento o actividad en los alrededores de Santiago para desmoralizar a los españoles. Dado que la reacción de los españoles fue el empezar a arrebatar el alimento a los mapuches por la fuerza, se llegó al acuerdo para el éxito de la táctica que se dejara de cultivar la tierra hasta que los españoles se devolvieran a Perú. Para lograr este fin Trangolonco construyó una fortaleza en las cercanías de Curacaví desde donde periódicamente comandaba ataques contra Santiago para destruir las cosechas que los españoles construían en los alrededores de Santiago y matar a sus operarios. Luego de un tiempo de continuos ataques, Pedro de Valdivia lideró a su ejército contra Trangolonco y en la batalla de Curacaví terminó tomando y destruyendo la fortaleza de Trangolonco, el cual se batió en retirada hacia sus dominios en Limache.

## Declive de Trangolonco
En abril de 1542 Pedro de Valdivia lanza un ataque punitivo contra la fortaleza de Trangalonco en Quillota y logra vencer capturando a Trangolonco, a quien lleva a Santiago, lo juzga y como escarnio por sus continuos ataques le corta la mitad de los pies y lo libera. Sería el fin de la participación de Trangolonco en el alzamiento mapuche.
En 1555 Trangolonco y su territorio es encomendado al español Vicencio del Monte figurando como cacique principal de los indios Quillotanos. Cargo que ocuparía hasta su muerte en 1564. heredarían su cargo sus hijos Güelgüelquelén y Lebiaronco.

## En la Crónica de Vivar
En la Crónica de Vivar, Trangolonco se cita un total de 11 veces y esta es la principal fuente de lo que se sabe de él. 
En el CAPÍTULO XXVI (que trata del valle de Combarbalá hasta el de Aconcagua y de los indios y cosas que hay en él), Vivar señala: 

...los señores de este valle son dos: el uno Tanjalongo, éste manda de la mitad del valle a la mar; el otro cacique se dice Michimalongo, éste manda y señorea la mitad del valle hasta la sierra. Éste ha sido el más temido señor que en todos los valles se ha hallado...

Vivar indica que Valdivia castigó a Trangolonco cortándole los pies: 

...luego que fue venido el cacique Tanjalongo y presentado ante el general, mandóle cortar los pies por la mitad. No le mataron, puesto que sus culpas lo pedían, porque era cacique tenido y que por su aviso y respeto podían venir muchos caciques e indios de paz, así como era parte para munillos que viniesen de guerra, y también porque con matarlo no pagaba lo que debía ni el mal y daño que por su causa habíamos recibido, y cortarle los pies le sería más castigo...
Jerónimo de Bibar. Crónica y relación copiosa y verdadera de los reinos de Chile

## En Mariño de Lobera
En la Crónica de Mariño de Lobera, en el Capítulo XIV (de la prisión de siete caciques) se indica:

...viendo el capitán Michimalongo que Valdivia no asistía en la ciudad envió a un capitán bárbaro llamado Alcana con la mayor parte de su ejército para que llevasen la ciudad a fuego y sangre precediendo frecuentes espías que mirasen atentamente si estaba en ella aquel caballero del caballo blanco que los venció en la batalla pasada y los dejó atemorizados, como arriba queda dicho, teniendo por cierto ser el glorioso Santiago. Por otra parte, envió a su hermano Tanjalongo con alguna gente que entretuviese al capitán Valdivia, porque no pudiese acudir a dar socorro a los de su pueblo...
Mariño de Lobera, Pedro (1580). Crónica del Reyno de Chile